# Giro di Romandia 1991
Il Giro di Romandia 1991, quarantacinquesima edizione della corsa, si svolse dal 7 al 12 maggio su un percorso di 786 km ripartiti in 6 tappe e un cronoprologo, con partenza a Chiasso e arrivo a Ginevra. Fu vinto dallo svizzero Tony Rominger della Toshiba davanti al britannico Robert Millar e allo statunitense Michael Paul Carter.

## Tappe
| Tappa  | Data      | Percorso                              | km    | Vincitore di tappa   | Leader cl. generale  |
| ------ | --------- | ------------------------------------- | ----- | -------------------- | -------------------- |
| Prol.  | 7 maggio  | Chiasso > Chiasso (cron. individuale) | 3,4   | Pascal Richard       | Pascal Richard       |
| 1ª     | 8 maggio  | Chiasso > Chiasso                     | 174   | Jean-Claude Leclercq | Jean-Claude Leclercq |
| 2ª     | 9 maggio  | Bains de Saillon > La Fouly           | 141,3 | Tony Rominger        | Tony Rominger        |
| 3ª     | 10 maggio | La Fouly > Friburgo                   | 179,9 | Stephen Hodge        | Tony Rominger        |
| 4ª     | 11 maggio | Friburgo > Brügg                      | 73,6  | Serge Demierre       | Tony Rominger        |
| 5ª     | 11 maggio | Brügg > Brügg (cron. individuale)     | 19,4  | Tony Rominger        | Tony Rominger        |
| 6ª     | 12 maggio | Brügg > Ginevra                       | 194,5 | Pascal Richard       | Tony Rominger        |
| Totale | Totale    | Totale                                | 786   |                      |                      |

## Dettagli delle tappe

### Prologo
- 7 maggio: Chiasso > Chiasso (cron. individuale) – 3,4 km

| Pos. | Corridore      | Squadra           | Tempo |
| ---- | -------------- | ----------------- | ----- |
| 1    | Pascal Richard | Helvetia          | 4'13" |
| 2    | Daniel Steiger | Jolly Componibili | s.t.  |
| 3    | Stephen Hodge  | ONCE              | a 1"  |

| Pos. | Corridore      | Squadra  | Tempo |
| ---- | -------------- | -------- | ----- |
| 1    | Pascal Richard | Helvetia | 4'13" |

### 1ª tappa
- 8 maggio: Chiasso > Chiasso – 174 km

| Pos. | Corridore            | Squadra      | Tempo    |
| ---- | -------------------- | ------------ | -------- |
| 1    | Jean-Claude Leclercq | Helvetia     | 4h30'31" |
| 2    | Uwe Ampler           | Histor-Sigma | a 2"     |
| 3    | Tony Rominger        | Toshiba      | s.t.     |

| Pos. | Corridore            | Squadra  | Tempo |
| ---- | -------------------- | -------- | ----- |
| 1    | Jean-Claude Leclercq | Helvetia |       |

### 2ª tappa
- 9 maggio: Bains de Saillon > La Fouly – 141,3 km

| Pos. | Corridore           | Squadra   | Tempo    |
| ---- | ------------------- | --------- | -------- |
| 1    | Tony Rominger       | Toshiba   | 4h11'35" |
| 2    | Robert Millar       | Z-Peugeot | s.t.     |
| 3    | Michael Paul Carter | Motorola  | a 6"     |

| Pos. | Corridore     | Squadra | Tempo |
| ---- | ------------- | ------- | ----- |
| 1    | Tony Rominger | Toshiba |       |

### 3ª tappa
- 10 maggio: La Fouly > Friburgo – 179,9 km

| Pos. | Corridore       | Squadra  | Tempo    |
| ---- | --------------- | -------- | -------- |
| 1    | Stephen Hodge   | ONCE     | 4h55'13" |
| 2    | Stephan Joho    | Weinmann | s.t.     |
| 3    | Mario Cipollini | MG Boys  | s.t.     |

| Pos. | Corridore     | Squadra | Tempo |
| ---- | ------------- | ------- | ----- |
| 1    | Tony Rominger | Toshiba |       |

### 4ª tappa
- 11 maggio: Friburgo > Brügg – 73,6 km

| Pos. | Corridore            | Squadra   | Tempo    |
| ---- | -------------------- | --------- | -------- |
| 1    | Serge Demierre       | Helvetia  | 1h40'21" |
| 2    | Philippe Casado      | Z-Peugeot | a 4"     |
| 3    | Jean-Claude Leclercq | Helvetia  | a 10"    |

| Pos. | Corridore     | Squadra | Tempo |
| ---- | ------------- | ------- | ----- |
| 1    | Tony Rominger | Toshiba |       |

### 5ª tappa
- 11 maggio: Brügg > Brügg (cron. individuale) – 19,4 km

| Pos. | Corridore             | Squadra  | Tempo  |
| ---- | --------------------- | -------- | ------ |
| 1    | Tony Rominger         | Toshiba  | 25'35" |
| 2    | Brian Walton          | Motorola | a 18"  |
| 3    | Jean-François Bernard | Banesto  | a 34"  |

| Pos. | Corridore     | Squadra | Tempo |
| ---- | ------------- | ------- | ----- |
| 1    | Tony Rominger | Toshiba |       |

### 6ª tappa
- 12 maggio: Brügg > Ginevra – 194,5 km

| Pos. | Corridore             | Squadra  | Tempo    |
| ---- | --------------------- | -------- | -------- |
| 1    | Pascal Richard        | Helvetia | 5h10'25" |
| 2    | Rolf Järmann          | Weinmann | s.t.     |
| 3    | Jean-François Bernard | Banesto  | a 1'36"  |

| Pos. | Corridore           | Squadra   | Tempo     |
| ---- | ------------------- | --------- | --------- |
| 1    | Tony Rominger       | Toshiba   | 21h00'19" |
| 2    | Robert Millar       | Z-Peugeot | a 1'31"   |
| 3    | Michael Paul Carter | Motorola  | a 2'52"   |

## Classifiche finali

### Classifica generale
| Pos. | Corridore           | Squadra                      | Tempo     |
| ---- | ------------------- | ---------------------------- | --------- |
| 1    | Tony Rominger       | Toshiba                      | 21h00'19" |
| 2    | Robert Millar       | Z-Peugeot                    | a 1'31"   |
| 3    | Michael Paul Carter | Motorola                     | a 2'52"   |
| 4    | Stephen Hodge       | ONCE                         | a 3'00"   |
| 5    | Laurent Dufaux      | Helvetia-La Suisse           | a 3'27"   |
| 6    | Uwe Ampler          | Histor-Sigma                 | a 3'52"   |
| 7    | Zenon Jaskuła       | MG Boys Maglificio-Technogym | a 4'06"   |
| 8    | Denis Roux          | Toshiba                      | a 4'50"   |
| 9    | Gianni Bugno        | Chateau d'Ax                 | a 5'12"   |
| 10   | Pedro Delgado       | Banesto                      | a 5'38"   |